# Hermann Breitenbach
Hermann Theodor Breitenbach (* 9. September 1883 in Hagelloch; † 1967) war ein Schweizer Klassischer Philologe und Gymnasiallehrer.
Breitenbach, Sohn des evangelischen Pfarrers Theodor Breitenbach, wuchs nach dem Tod des Vaters in Tübingen und seit 1901 in Basel, der Heimatstadt seiner Mutter Selma Buser, auf. Er studierte Klassische Philologie an der Universität Basel, wo er 1908 promoviert wurde. Danach war er als Lehrer für Griechisch und Latein an der Kantonsschule Solothurn tätig. Daneben übersetzte er die Metamorphosen des Ovid. Seine erstmals 1958 erschienene Versübersetzung fand weite Verbreitung und ist auch auf Grund ihrer ausführlichen erläuternden Anmerkungen von Bedeutung. 
Sein Sohn Hans Rudolf Breitenbach studierte ebenfalls Klassische Philologie und wurde Gymnasiallehrer.

## Veröffentlichungen
- De genere quodam titulorum comoediae Atticae, Basel 1908 (= Dissertation), Digitalisat
- Publius Ovidius Naso, Metamorphosen. Epos in 15 Büchern (= P. Ovidii Nasonis Metamorphoseon libri XV). Herausgegeben und übersetzt von Hermann Breitenbach, Zürich, Artemis-Verlag 1958
- Platon und Dion, Zürich, Artemis-Verlag 1960